# Kitajska glasba
Kitajsko glasbo sestavljajo številne različne tradicije, ki pogosto izhajajo iz različnih etničnih skupin v državi. Ustvarjajo jo v državi in zunaj nje, vključuje pa bodisi ljudi kitajskega porekla, uporabo tradicionalnih kitajskih glasbil, kitajsko glasbeno teorijo ali jezike Kitajske. Vključuje tradicionalne klasične oblike in avtohtono ljudsko glasbo ter posneto popularno glasbo in oblike, ki jih navdihuje zahodna kultura.
Dokumenti in arheološki artefakti iz zgodnje kitajske civilizacije potrjujejo, da je bila kitajska glasbena kultura dobro razvita že v času dinastije Zhou (1122 pr. n. št. – 256 pr. n. št.), ki je zaznamoval osnovo nenehnemu razvoju kitajske muzikologije v naslednjih dinastijah.  Te so se skozi naslednje dinastije razvile v najrazličnejše oblike in ustvarile dediščino, ki je danes del kitajske kulturne krajine. Tradicionalne oblike so se razvijale tudi v sodobnem času, v zadnjih stoletjih pa so postale razširjene oblike, prisvojene z Zahoda. Današnja kitajska glasba je zakoreninjena v zgodovini in je del svetovne kulture.

## Zgodovina
Legende pravijo, da je bil utemeljitelj glasbe v kitajski mitologiji Ling Lun, ki je na zahtevo rumenega cesarja, naj ustvari glasbeni sistem, izdelal bambusove piščalke, uglašene na zvoke ptic, vključno s feniksom. Dvanajsttonski glasbeni sistem je bil ustvarjen na osnovi višin tonov bambusovih piščali, prva od teh piščali je proizvedla višino tona 'rumenega zvona' (黃鐘), nato pa je bil iz piščali ustvarjen niz zvonov. 

### Zgodnja zgodovina
Arheološki dokazi kažejo, da se je glasbena kultura na Kitajskem razvila že zelo zgodaj. Pri izkopavanjih v vasi Jiahu v okrožju Wuyang v Henanu so našli piščali iz kosti izpred 9000 let, na najdiščih Hemudu v Zhejiangu in Banpo V Xi'anu pa so našli glinene glasbene instrumente, imenovane Xun, za katere se domneva, da so stari 7000 let.
Med dinastijo Zhou je bil vzpostavljen uradni sistem dvorne in obredne glasbe, ki se je kasneje imenoval yayue (kar pomeni "elegantna glasba"). Beseda glasba (樂, yue ) se v starodavni Kitajski lahko nanaša tudi na ples, saj sta glasba in ples veljala za sestavni del celote, njen pomen pa lahko razširimo tudi na poezijo ter druge umetniške oblike in obrede.  Beseda "ples" (舞) se je prav tako nanašala na glasbo in vsak ples je imel svojo pripadajočo skladbo. Najpomembnejši sklop glasbe tega obdobja je bil glasbeni ples šestih dinastij (六代樂舞), ki so ga izvajali pri obredih na kraljevem dvoru.  Glasba v dinastiji Zhou je bila zasnovana kot kozmološka manifestacija zvoka narave, integriranega v binarni univerzalni red jinga in janga, in ta koncept je trajno vplival na poznejše kitajsko razmišljanje o glasbi.  "Pravilna" glasba po konceptu Zhou bi vključevala inštrumente, povezane s petimi elementi narave, in bi v naravo prinesla harmonijo. Približno ali pred 7. stoletjem pr. n. št. je bil sistem generiranja intonacije in pentatonične lestvice izpeljan iz teorije cikla kvint. 
Kitajski filozofi so imeli različne pristope k glasbi. Za Konfucija je pravilna oblika glasbe pomembna za kultivacijo in izpopolnjevanje posameznika, konfucijanski sistem pa meni, da je formalna glasba yayue moralno vzvišena in simbol dobrega vladarja in stabilne vlade.  Nekatere popularne glasbene oblike pa so po konfucijanskem mnenju veljale za kvarne.  Mozi je po drugi strani obsodil ustvarjanje glasbe in v delu Proti glasbi (非樂) trdil, da je glasba raskošje in užitek, ki nima nobenega koristnega namena in je lahko škodljivo.  Po Mencijevih besedah ga je vplivni vladar nekoč vprašal, ali je moralno, če ima popularno glasbo raje kot klasiko. Odgovor je bil, da je pomembno le, da ima vladar rad svoje podložnike.
V starodavni Kitajski je bil družbeni status glasbenikov veliko nižji od statusa slikarjev , čeprav je bila glasba v središču harmonije in dolgoživosti države. Skoraj vsak cesar je ljudske pesmi jemal rasno in pošiljal častnike, da so zbirali pesmi za zapis popularne kulture. Eden od konfucianskih klasikov, The Classic of Poetry, je vseboval veliko ljudskih pesmi iz let 800 pred našim štetjem do okoli 400 pred našim štetjem.

### Cesarska Kitajska
Imperial Music Bureau, ki je bil prvič ustanovljen v dinastiji Qin (221–207 pr. n. št.), je bil močno razširjen pod vladavino cesarja Han Wudi (140–87 pr. n. št.) in zadolžen za nadzor dvorne in vojaške glasbe ter določanje, katera ljudska glasba bo uradno priznana . V poznejših dinastijah je na razvoj kitajske glasbe vplivala glasbena tradicija Srednje Azije, ki je prinesla tudi elemente indijske glasbe.   Glasbila srednjeazijskega izvora, kot je pipa, so bila sprejeta na Kitajskem, indijsko heptatonično lestvico je v 6. stoletju uvedel glasbenik iz Kuche imenovan Sujiva, čeprav je bila heptatonična lestvica pozneje opuščena.   
Najstarejša ohranjena pisana kitajska glasba je " Youlan " (幽蘭) ali Samotna orhideja, nastala je v 6. ali 7. stoletju, vendar je bila prav tako pripisana Konfuciju. Prvi večji dobro dokumentiran razcvet kitajske glasbe je bil zaradi glasbila qin v času dinastije Tang (618-907 AD), čeprav je znano, da so qin igrali že pred dinastijo Han. To temelji na domnevi, da ker so posneti primeri kitajske glasbe obredni in naj bi obredi, v katerih so bili uporabljeni, obstajali "morda več kot tisoč let pred Kristusom",   so glasbene kompozicije izvajali samostojno, tudi leta 1000 pr. n. št., natančno na način, ki ga predpisujejo viri, ki so bili zapisani v sedmem stoletju našega štetja. (Na tej domnevi Van Aalst datira "Vstopno himno za cesarja" v približno 1000 pr. n. št.)  
Skozi tisočletne dinastije, ki so si sledile, so kitajski glasbeniki razvili široko paleto različnih glasbil in stilov igranja. Številni inštrumenti, kot sta guzheng in dizi, so avtohtoni, čeprav je bilo veliko priljubljenih tradicionalnih glasbil uvedenih iz Srednje Azije, kot sta erhu in pipa .
Prisotnost evropske glasbe na Kitajskem je bila vidna že leta 1601, ko je jezuitski duhovnik Matteo Ricci cesarskemu dvoru Ming podaril čembalo in za igranje usposobil štiri evnuhe.  V obdobju pozne dinastije Qing se je občutil vpliv zahodne glasbe. 

### Republikansko obdobje (1912–1949)
Gibanje za novo kulturo (The New Culture Movement) v 1910-ih in 1920-ih je povzročilo veliko trajno zanimanje za zahodno glasbo. Številni kitajski glasbeniki so se vrnili s študija v tujini, da bi izvajali zahodno klasično glasbo in komponirali uspešnice na zahodnem notnem sistemu. Kuomitang  je kljub trajajoči politični krizi poskušal sponzorirati prevzemanje sodobne glasbe preko Šanghajskega glasbenega konservatorija . Kulturni filozofi dvajsetega stoletja, kot so Xiao Youmei, Cai Yuanpei, Feng Zikai in Wang Guangqi, so želeli videti, da bi bila kitajska glasba prilagojena najboljšemu možnemu standardu. Glede tega, kaj je najboljši standard, je bilo veliko različnih mnenj. 
Simfonični orkestri so bili ustanovljeni v večini večjih mest in so nastopali pred širokim občinstvom v koncertnih dvoranah in na radiu . Številni izvajalci so tradicionalni glasbi dodali vplive jazza, med drugim so dodali ksilofone, saksofone in violine . Eni izmed najopaznejših izvajalcev in skladateljev tega obdobja so bili Lu Wencheng, Qui Hechou, Yin Zizhong in He Dasha.
V Šanghaju se je v dvajsetih letih prejšnjega stoletja pojavila priljubljena zvrst glasbe, imenovana shidaiqu . Shidaiqu je zlitje kitajske in zahodne popularne glasbe, Li Jinhui pa velja za ustanovitelja tega žanra. Med priljubljene pevce te zvrsti v 30. in 40. letih prejšnjega stoletja so bili Zhou Xuan, Li Xianglan in Yao Lee .
Po Yan'anovem forumu o literaturi in umetnosti leta 1942 se je na območjih pod nadzorom kitajske komunistične partije začela obsežna kampanja za prilagoditev ljudske glasbe za ustvarjanje revolucionarnih pesmi za izobraževanje večinoma nepismenega podeželskega prebivalstva o ciljih stranke. Glasbene oblike, ki so veljale za vraževerne ali protirevolucionarne, so bile zatrte, tradicionalnim pesmim pa so bile dodane harmonije in basovske linije. En primer je The East Is Red, ljudska pesem iz severnega Shaanxija, ki je bila prilagojena v nacionalistično himno. Posebej omembe vreden je skladatelj Xian Xinghai, ki je bil aktiven v tem obdobju in je sestavil kantato Yellow River, ki je od vseh njegovih del najbolj poznana.

### Obdobje po revoluciji

#### 1949–1999
Zlata doba shidaquja in sedmih velikih pevskih zvezd se bo končala, ko je kitajska komunistična partija kitajsko popularno glasbo obsodila kot rumeno glasbo ( pornografijo ).  Maoisti so menili, da je pop glasba nazadovanje umetniške oblike na celinski Kitajski. Leta 1949 se je Kuomintang ( nacionalna kitajska partija) preselil na Tajvan in ustanovljena je bila Ljudska republika Kitajska . Država je močno promovirala revolucionarne pesmi . Maoisti so med kulturno revolucijo potisnili revolucionarno glasbo kot edino sprejemljivo zvrst; zaradi propagande je ta zvrst v veliki meri zasenčila vse druge in skorajda zaznamovala glasbo celinske Kitajske. To je na nek način še vedno trajajoč proces, vendar nekateri učenjaki in glasbeniki (kitajski in drugi) poskušajo oživiti staro glasbo.
Po protestih in pokolu na Trgu nebeškega miru leta 1989 so protestniki uvedli nov hiter slog imenovan "Northwest Wind", da bi se zoperstavili vladi. Glasba je napredovala v kitajski rock, ki je ostal priljubljen v devetdesetih letih. Vendar je glasba na Kitajskem v veliki meri v državni lasti, saj televizijo, medije in velike koncertne dvorane nadzoruje kitajska komunistična partija. Vlada se je večinoma odločila, da ne bo podpirala kitajskega rocka, tako da je omejila njegovo izpostavljenost in čas predvajanja. </link> Zaradi tega žanr ni nikoli v celoti dosegel mainstreama.

#### 2000–danes
Letni dogodki, kot je festival sodobne glasbe Midi v Pekingu, pritegnejo na desettisoče obiskovalcev. Leta 2002 je bil v provinci Yunnan tudi " Snow Mountain Music Festival".
Danes je rock glasba osredotočena skoraj izključno na Peking in Šanghaj in ima zelo omejen vpliv na kitajsko družbo. Wuhan in Sichuan še danes ohranjata rock glasbeno kulturo. Prikazuje  pomembne kulturne, politične in družbene razlike, ki obstajajo med Kitajsko, Zahodom ali celo različnimi deli znotraj Kitajske. Čeprav rock na Kitajskem obstaja že desetletja, je bil mejnik, ki je žanr postavil na mednarodno raven, ko je leta 2003 Cui Jian igral z The Rolling Stones, pri 42 letih. Kitajska je postala tudi destinacija velikih zahodnih rock in pop izvajalcev; veliko tujih izvajalcev je v zadnjih desetletjih gostovalo na Kitajskem in nastopilo na številnih koncertih, med njimi Beyoncé, Eric Clapton, Nine Inch Nails, Avril Lavigne, Linkin Park in Talib Kweli . 
Celinska Kitajska ima visoko stopnjo piratstva skupaj z vprašanji intelektualne lastnine .  Običajno pride do nekaj zamud, preden izdelki dosežejo celinsko Kitajsko, z občasnimi izjemami, kot je delo Cuija Jiana, ki je bilo hkrati izdano v Tajvanu, Hong Kongu in celinski Kitajski.  Posledično je zamuda pri času objave tudi največje gonilo piratstva, saj bi posamezniki raje piratizirali iz zunanjosti. Sodobnega trga ne ovirajo samo težave s pravicami, saj obstaja veliko drugih dejavnikov, kot so stopnja dobička, dohodek in druga ekonomska vprašanja.
Leta 2015 naj bi bil trg digitalne glasbe na Kitajskem vreden US$2,1 billion .  Leta 2015 je imela Kitajska 14. največji glasbeni trg na svetu s prihodki v višini US$170 million .   Leta 2016 je bilo na Kitajskem 213 glasbenih lestvic .  Tudi od leta 2016 so tri največje storitve pretakanja in prenosa glasbe na Kitajskem KuGou z 28-odstotnim tržnim deležem, QQ music s 15-odstotnim in Kuwo s 13-odstotnim tržnim deležem.  Kitajska naj bi do leta 2020 postala eden največjih glasbenih trgov na svetu. 
instrumenti
- Pihala

dizi, xiao, suona, sheng, paixiao, guan, hulusi, bawu, xun
- Tolkala

paigu, gong, zvončki, činele, bianzhong, fangxiang, paiban, bianqing
- Godala

erhu, zhonghu, dahu, banhu, jinghu, gaohu, gehu, yehu, cizhonghu, diyingehu, leiqin
- Instrumenti s tipkami in brenkala

guqin, sanxian, yueqin, yangqin, guzheng, ruan, konghou, liuqin, pipa, zhu
Kitajska vokalna glasba je bila tradicionalno peta s tankim, neresonančnim glasom ali v falsetu in je običajno solistična in ne zborovska . Vsa tradicionalna kitajska glasba je prej melodična kot harmonična. Kitajska vokalna glasba se je verjetno razvila iz petih pesmi in verzov z glasbo. Instrumentalne skladbe, ki se igrajo na erhu ali dizi, so priljubljene in so pogosto na voljo tudi izven Kitajske, vendar je glasba pipe in zhenga, ki sta bolj tradicionalni glasbili, bolj priljubljena na samem Kitajskem. Qin je morda najbolj cenjen inštrument na Kitajskem, čeprav zelo malo ljudi ve, kaj je, in tega instrumenta se nikoli niso slišali igrati. Zheng, različica citer, je najbolj priljubljena v območjih Henan, Chaozhou, Hakka in Shandong . Pipa, vrsta lutnje, ki naj bi bila uvedena z območja Arabskega polotoka v 6. stoletju in prilagojena kitajskemu okusu, je najbolj priljubljena v Šanghaju in okolici.

### Glasba kulture Han
- Music of China - Wikipedia, 15.7.2024

Ljudje iz etnične skupine Han predstavljajo približno 92% prebivalstva Kitajske. Glasba ljudstva Han je sestavljena iz heterofonične glasbe, v kateri glasbeniki igrajo različice ene same melodične linije. Tolkala spremljajo večino glasbe, plesa, pogovorov in opere. Hanska ljudska glasba je imela veliko vidikov glede pomena, občutkov in tonalnosti. Ta zvrst glasbe je v nekem smislu podobna kitajskemu jeziku. To razmerje tvorijo toni, ki drsijo od višjih k nižjim tonom ali nižjih k višjim tonom ali kombinacija obojega. Te podobnosti pomenijo, da je inštrument zelo pomemben del pri obvladovanju tehnike tako z levo kot z desno roko (leva roka se uporablja za ustvarjanje tonalnosti na struni, desna roka je za ubiranje ali brenkanje po struni), zlasti pri klasičnih tradicijah. Včasih lahko petje dodamo poleg glasbe, da ustvarimo harmonijo ali melodijo, ki spremlja instrument. Občutki Han Chinese Folk-a so prikazani na poetičen način, s počasnimi pomirjujočimi tempi, ki izražajo občutke, ki se povežejo z občinstvom ali s tistim, ki skladbo igra. Hanska ljudska glasba uporablja tišine, ki spremenijo njen pomen in ustvarijo zvok, podoben poeziji.

### Kitajska opera
Kitajska opera je celovita odrska umetnost, ki združuje literaturo, glasbo, ples, borilne veščine, akrobatiko, performans in druga umetniška sredstva. Osnovne veščine so chang (唱; chàng; peti), nian (念; niàn; brati), zuo (做; zuò; delati) in da (打; dǎ; boriti se). Pismenke so razdeljene na sheng (生; shēng, moške glavne vloge), dan (旦; dàn, ženske glavne vloge), jing (净; jìng, vloge s poslikavo obraza), chou (丑; chǒu, vloge klovnov).  Kitajska operna glasba je v glavnem sestavljena iz petja (vokalnega in stranskega) in instrumentalne spremljave. 
Kitajski operni naglas: V različnih regijah obstajajo različne vrste drame, vendar imajo vse podobnosti. Štirje glavni poudarki v sodobnem času so naglas Kunshan (Kunshan), visok naglas (Yiyang), naglas Pihuang in naglas Bangzi. 
Kunšanski naglas: priljubljen v reformah Jiangsu, Kunshan in Wei Liangfu v dinastiji Ming v času prvotnih dinastij Song in Yuan. Naglas je mehak in nežen. Kasneje se je razvil v naglas južni kun in naglas severni kun. Southkunsko naglasno narečje je priljubljeno v Jiangnanu in Zhebeiju, obstaja pa še več literarnih oper, ki uporabljajo pettonske tone. Nouthkun naglasno narečje je priljubljeno v Pekingu, Baodingu, glasba je ekstravagantna in uporablja sedemtonski slog.  
Narečje Gao: Nastal je na Kitajskem v okrožju Yiyang, Jiangxi ob koncu dinastije Yuan. Glavne so sečuanska opera z visokim naglasom, Xiang opera z visokim naglasom, Gan opera z visokim naglasom, Fujian Siping opera. Spremljava so le tolkala, brez orkestra in se igra v pettonskem slogu.  
Narečje Bangzi: znan tudi kot "Xiqin" ali "Luantan", ker glasba uporablja klapke iz trdega lesa, se imenuje tudi melodija Bangzi. Izvira iz severozahodne Kitajske. Večinoma jo izvajajo v sedmih tonih. Naglas je visok in vznemirjen, tragičen in grob. Vrste oper vključujejo Qin Opera, Jin Opera, Henan Opera in Hebei Bangzi.  
Narečje Pi Huang: To je operna melodija, ki je nastala z integracijo jugovzhodne in severozahodne regije Kitajske. Sestavljeno je iz "Xipi" in "Erhuang". Glavne vrste oper so Pekinška opera (Peking), Hanova opera ( Hubei ), Kantonska opera ( Guangdong ), Gui Opera ( Guangxi ) in Yunnan Opera(Yunnan).  

### Ljudska glasba
Glede na trenutna arheološka odkritja je kitajska ljudska glasba obstajala že 7000 let nazaj. Ne samo po obliki temveč tudi po umetniški zasnovi, je bila Kitajska že od nekdaj domovina barvite kulture ljudske glasbe. Kitajska ljudska glasba, ki v veliki meri temelji na pentatonični lestvici, se razlikuje od zahodne tradicionalne glasbe, saj posveča veliko pozornosti tudi izrazu oblike.
Tradicionalne poroke in pogrebi ljudstva Han običajno vključujejo neko vrsto oboe, imenovano suona, in tolkalske ansamble, imenovane chuigushou . Ansambli, sestavljeni iz ustnih harmonik ( sheng ), shawmov ( suona ), flavt ( dizi ) in tolkal (zlasti gongov yunluo ), so priljubljeni v severnih vaseh; njihova glasba izhaja iz cesarske tempeljske glasbe v Pekingu, Xi'anu, Wutai Shanu in Tianjinu . Bobnarska glasba iz Xi'ana, ki jo sestavljajo pihala in tolkala, je priljubljena v okolici Xi'ana in je pridobila nekaj komercialne popularnosti zunaj Kitajske. Drug pomemben inštrument je sheng, piščal, starodavno glasbilo, ki je prednik vseh zahodnih prosto jezdičastih glasbil, kot je na primer harmonika . Pogoste so parade, ki jih vodijo pihalni orkestri zahodnega tipa, ki po glasnosti pogosto tekmujejo z godbo shawm/chuigushou.
V južnem Fujianu in Tajvanu je Nanyin ali Nanguan zvrst tradicionalnih balad. Poje jih ženska ob spremljavi xiao in pipa ter drugih tradicionalnih glasbil. Glasba je na splošno žalostna in  običajno govori o zaljubljeni ženski. Južneje, v območjih Shantou, Hakka in Chaozhou, so priljubljeni ansambli erxian in zheng .
Ansambli Sizhu uporabljajo flavte in godala ali brenkala za ustvarjanje harmonične in melodične glasbe, ki je na Zahodu postala priljubljena med nekaterimi poslušalci. Ti so priljubljeni v Nankingu in Hangdžuvu, pa tudi drugod po južnem območju Jangce. Sizhu je bil sekulariziran v mestih, vendar ostaja duhoven na podeželju.
Jiangnan Sizhu (glasba svile in bambusa iz Jiangnana ) je slog instrumentalne glasbe, ki ga pogosto igrajo amaterski glasbeniki v čajnicah v Šanghaju ; Slog je postal splošno znan tudi izven meja svojega izvornega kraja.
Guandoška glasba ali kantonska glasba je instrumentalna glasba iz mesta Guangzhou in njegove okolice. Temelji na glasbi Yueju (kantonska opera), skupaj z novimi skladbami iz dvajsetih let 20. stoletja naprej. Številne skladbe imajo vplive jazza in zahodne glasbe z uporabo sinkopiranja in trojnega časa. Ta glasba pripoveduje zgodbe in mite, morda tudi legende.

## Regionalna glasba
Kitajska ima poleg Hanov veliko etničnih skupin, ki prebivajo v različnih regijah po državi. Sem sodijo Tibetanci, Ujguri, Mandžuri, Zhuang, Dai, Mongolci, Naxi, Miao, Wa, Yi in Lisu .

### Guangxi
Guangxi je regija Kitajske, Avtonomna pokrajina Guangxi ljudstva Džuang . Najbolj znana izvajalka regije Guangxi je legendarna ljudska pevka Zhuang ,刘三姐(pinjin: liú sān jiě) ali tretja sestra Liu, rojena v Guangxiju v času dinastije Južni Song (1127–1279). O njej je bil leta 1961 posnet film Liu Sanjie, ki je kulturo Guangxija predstavil preostalemu svetu. 
Ljudske pesmi ljudstva Zhuang in kitajska glasba ljudstva Han imajo podobnen slog in so večinoma napisane v pentatonični lestvici. Besedila imajo očitno obliko antiteze. Pogosto vsebujejo simbole in metafore, pogoste teme pa vključujejo življenjske izkušnje in aluzije na klasične kitajske zgodbe.
Ljudstvo Jing in Gin (etnični Vietnamci) je ena najmanjših etničnih populacij in edina obalna ribiška etnična manjšina Kitajske. Znani so po svojem inštrumentu, imenovanem duxianqin (dobesedno "citra z eno struno"), strunskem inštrumentu s samo eno struno, ki naj bi izhajal iz 8. stoletja.

### Hong Kong
Glasba Hongkonga vključuje zlasti kantonsko kitajsko pop glasbo, znano kot cantopop .

### Notranja Mongolija
Mongolske ljudske pesmi se delijo na "dolg napev" in "kratek napev". Mongolci imajo različne godalne inštrumente, kot je na primer morin khuur, 马头琴 (pinyin: mǎ tóu qín—dobesedno "qin s konjsko glavo"). Ime je dobil zaradi izrezljanega konja na vzglavju instrumenta, ki služi kot okras.

### Kuaiban
Kuaiban je vrsta ritmičnega govorjenja in petja, ki se pogosto izvaja s tolkali, kot na primer tolkalo imenovano paiban . Središče tradicije kuaiban je provinca Shandong . Kuaiban je nekoliko podoben rapu in drugim oblikam ritmične glasbe v drugih kulturah.

### Severovzhodna Kitajska
Severovzhodna Kitajska je regija, naseljena z etničnimi skupinami, kot so Mandžuri . Najbolj znano ljudsko glasbilo je osmerokotni boben. Ena izmed najbolj znanih pesmi te regije pa je uspavanka youyouzha .

### Sečuan
Sečuan je provinca na jugozahodu Kitajske. Njegovo glavno mesto, Chengdu, je dom edine glasbene visokošolske ustanove v regiji, Sečuanskega glasbenega konzervatorija. Provinca ima dolgo zgodovino sečuanske opere .

### Tibet
Glasba je sestavni del tibetanskega budizma . Medtem ko monotono petje ali recitiranje ostaja morda najbolj znana oblika tibetanske budistične glasbe, so zelo razširjene tudi zapletene in živahne oblike. Menihi uporabljajo glasbo za recitiranje različnih svetih besedil in za praznovanje različnih praznikov med letom. Najbolj specializirana oblika recitiranja se imenuje yang, ki je brez metričnega merjenja časa in v katerem prevladujejo resonančni bobni in dolgotrajni nizki zlogi. Druge oblike petja so edinstvene za Tantro in za štiri glavne samostanske šole: Gelugpa, Kagyupa, Nyingmapa in Sakyapa . Od teh šol Gelugpa uporablja bolj zadržano, klasično obliko, medtem ko je Nyingmapa na splošno opisana kot romantična in dramatična. Gelugpa je morda najbolj priljubljena.
Posvetna tibetanska glasba je kulturno revolucijo preživela bolj nedotaknjena kot duhovna glasba, zlasti zaradi Tibetanskega inštituta za uprizoritvene umetnosti, ki ga je Dalai Lama ustanovil kmalu po svojem izgnanstvu. TIPA se je prvotno specializirala za operno obliko lhamo, ki je bila kasneje posodobljena z dodatki zahodnih in drugih vplivov. Druge posvetne zvrsti vključujejo nangma in toshe, ki sta pogosto povezana in ju spremljajo različni instrumenti, oblikovani za ritmično plesno glasbo . Nangma karaoke so zelo priljubljene v sodobni Lhasi .Nangma karaoke bari so se pojavili leta 1998, kljub grožnjam kitajske vlade. </link>
V tibetanski regiji je prav tako zelo priljubljena klasična oblika, imenovana gar. Odlikuje jo bogata, elegantna in slavnostna glasba v čast dostojanstvenikom ali drugim spoštovanim osebam.
Tibetanska ljudska glasba vključuje pesmi a cappella lu, ki so izrazito visoke z glotalnimi vibracijami, in tudi sedaj redke epske barde, ki pojejo zgodbe o Gesarju, najbolj priljubljenem tibetskem junaku.
Tibetanska glasba je vplivala na pionirske skladbe Philipa Glassa in je bila najbolj vplivna na Henryja Eichheima . Poznejši umetniki so ustvarili novodobne fuzije pionirjev Henryja Wolffa in Nancy Hennings . Ta dva sta leta 1971 sodelovala pri nastanku albuma Tibetan Bells, ki je morda prvi spoj novodobnih in tibetanskih vplivov. Glassova filmska glasba Kundun se je v devetdesetih izkazala za dokaj vplivno, medtem ko je priljubljenost zahodu prilagojenega budizma (ki ga ponazarjajo Richard Gere, Yungchen Lhamo, Steve Tibbetts, Choying Drolma, Lama Karta ter Kitaro in Nawang Khechong ) pripomogla k nadaljnji popularizaciji tibetanske glasbe.
Sredi in v poznih osemdesetih letih prejšnjega stoletja je sprostitev vladnih pravil omogočila nastanek tibetanske pop glasbe v samem Tibetu. Neposredno sklicevanje na domačo vero je še vedno prepovedano, </link> vendar so splošno razumljene metafore zelo razširjene. Čisti tibetanski pop je pod močnim vplivom mehkega kitajskega rocka in vključuje uspešnice, kot sta Jampa Tsering in Yatong . Politično in družbeno ozaveščene pesmi so v tej obliki popa redke, vendar običajne v drugi vrsti tibetanskega popa. 

### Xinjiang
V Avtonomni pokrajini Šindžjang-Ujgur prevladujejo Ujguri, turško ljudstvo, ki je sorodno drugim turškim skupinam iz Srednje Azije . Najbolj znana glasbena oblika Ujgurov je On Ikki Muqam, kompleksna zbirka dvanajstih delov, povezanih z uzbeškimi in tadžiškimi oblikami. Te zapletene simfonije se močno razlikujejo med suitami v istem muqamu (posebna vrsta melodije) in so zgrajene na lestvici sedmih not. Glasbila običajno vključujejo dap (boben), cimbala, gosli in lutnje ; izvajalci imajo nekaj prostora za osebne olepšave, predvsem pri tolkalih . Najpomembnejši izvajalec je Turdi Akhun, ki je posnel večino mukamov v petdesetih letih prejšnjega stoletja.

### Yunnan
Yunnan je etnično raznoliko območje na jugozahodu Kitajske. Najbolj znano glasbilo iz te province je lusheng, vrsta ustne harmonike, ki ga ljudje Miao iz Guizhouja uporabljajo za pentatonične dvorbene odpeve.
Hani iz prefekture Honghe so znani po edinstveni vrsti zborovskih, mikrotonalnih pesmi za presajanje riža.
Nakhi iz Lijianga igrajo vrsto pesmi in plesne suite, imenovane baisha xiyue, ki naj bi jo v regijo prinesel Kublai Khan leta 1253. Nakhi Dongjing je zvrst glasbe, povezana z glasbenimi oblikami južne Kitajske, in je danes zelo priljubljena.
Etnični glasbeni slogi Dai so podobni tistim iz Južne Azije, Mjanmara in Tajske. Nekatera tipična glasbila Dai so hulusi (葫芦丝) in boben, imenovan xiangjiaogu (象脚鼓).

## Sodobne spremembe
V zgodnjem 20. stoletju po koncu imperialistične Kitajske je prišlo do velikih sprememb v tradicionalni kitajski glasbi kot del gibanja nove kulture. Večino tega, kar zahodnjaki in celo Kitajci zdaj štejejo za glasbo v tradicionalnem kitajskem slogu, je mogoče datirati v to obdobje in je v resnici staro manj kot 100 let. Posodobitev kitajske glasbe je vključevala prevzem nekaterih vidikov zahodnih oblik in vrednot, kot je uporaba zahodnega konzervatorskega sistema poučevanja ter spremembe inštrumentov in njihove uglasitve, kompozicije, orkestracije glasbe, notnega sistema in izvedbe. stil. Nekatere oblike kitajske glasbe pa so ostale tradicionalne in se le malo spreminjajo.

### Narodna glasba
Izraz guoyue ali nacionalna glasba je postala popularna v zgodnjem 20. stoletju. Večinoma so vso glasbo pisali za kitajske instrumente po zaslugi nacionalne zavesti. Izraz kakorkoli ima lahko tudi drugačen pomen, ko ga uporabljajo različne kitajske skupine. Sprva so ga uporabljali ko so se sklicevali na glasbo ljudstva Han; kasneje so se v kitajsko glasbo začele vključevati kitajske manjšine. V Tajvanu ima Guoyue poudarek na celinski Kitajski, ne pa na lokalnih tradicijah. Na celinski Kitajski je bila leta 1949 namesto Guoyue vzpostavljen nov izraz minyue (民乐 - kratko za minzu yinyue ali glasba ljudstva), ki vsebuje vse kompozicije in žanre tradicionalnih instrumentov. V drugih kitajskih skupnostih jo imenujejo tudi huayue (npr. v Singapurju) ali zhongyue (v Honkongu).  

### Kitajski orkester
Že od dinastije Zhou je obstajala tradicija množičnih inštrumentov v obredni dvorni glasbeni obliki, znani kot yayue . To glasbo lahko igra peščica glasbenikov ali pa jih je lahko več kot 200, na primer med dinastijo Song.  Med dinastijo Tang so bile na dvoru prav tako obsežne predstavitve banketne glasbe, imenovane yanyue (燕樂). Cesarski dvor Tang ima lahko do deset različnih orkestrov, od katerih vsak izvaja drugačno zvrst glasbe. Imel je tudi velik zunanji bend s skoraj 1400 nastopajočimi. 
Sodobni kitajski orkester pa je nastal v 20. stoletju po vzoru zahodnega simfoničnega orkestra, le da so zanj uporabili tradicionalne kitajske instrumente. V tradicionalnem yanyueju je bila bolj priljubljena ena sama prevladujoča melodična linija, vendar so nova glasba in aranžmaji tradicionalnih melodij, ustvarjeni za ta sodobni orkester, bolj polifonične narave.

### Instrumenti in uglaševanje
Številni tradicionalni inštrumenti so bili spremenjeni od začetka do sredine 20. stoletja, kar je močno vplivalo na izvedbo in zvok kitajske glasbe, zahodni enak temperament pa se zdaj uporablja za uglaševanje večine tradicionalnih inštrumentov, ki se današnjim ljudem zdijo manj grobi in bolj harmonični, kar pa instrumente tudi oropa njihovega tradicionalnega zvoka.Za ušesa, ki so zdaj navajena poslušati sodobne melodije, tudi kitajske, lahko tradicionalne uglasitve zvenijo, kot da imajo nečisto intonacijo in so neskladne.
Da bi se prilagodili zahodnemu sistemu, so bili inštrumenti spremenjeni, na primer pri pipi se je število prečk povečalo na 24, na podlagi 12-tonske lestvice, pri kateri so vsi intervali poltoni.
Obstaja tudi potreba po standardizaciji uglaševanja, ko na določena glasbila igrajo v orkestru, kar lahko vpliva tudi na izdelavo instrumenta. Na primer, tradicionalno se dizi izdeluje z uporabo trdnega kosa bambusa, zaradi česar ni bilo mogoče spremeniti osnovne uglasitve, ko je bambus dokončno izrezan. To težavo so rešili leta 1920 z vstavitvijo bakrenega spoja za povezavo dveh kosov krajšega bambusa, ki omogoča spreminjanje dolžine bambusa, tako da je možno prilagoditi njegovo osnovno intonacijo.  Xindi, "nova flavta", je preoblikovana kitajska flavta iz leta 1930, ki vključuje zahodne vplive na podlagi enakega razmaka tonov.
Da bi dosegli večjo živahnost in glasnost inštrumentov (da ne omenjamo dolgoživosti), številna godala niso več napeta s svilo, temveč z jeklom ali najlonom. Na primer za pipo so se namesto tradicionalnih svilenih strun začele uporabljati kovinske, kar je povzročilo spremembo zvoka pipe, ki je postal višji in močnejši. 

### Notacija
Pred 20. stoletjem so Kitajci uporabljali notni sistem gongche, v sodobnih časih pa je pogost sistem Jianpu . Prav tako se za zapis melodijj uporablja zahodni notni zapis. .

### Izvedba
Skupno z glasbenimi tradicijami drugih azijskih kultur, kot sta Perzija in Indija, en del tradicionalne kitajske glasbe sestoji iz repertoarja tradicionalnih melodij, znanih kot qupai, v katerih se tempo in glasbeni okraski spreminjajo glede na razpoloženje instrumentalista, občinstva in njihovega odziva na zaigrano. Ista melodija je lahko zaigrana na številne različne načine, pa naj bo vesela, melanholična ali borilna (to je mogoče zaznati v ljubezenski temi violinskega koncerta Butterfly Lovers', kjer ista melodija na različnih točkah zgodbe ljubimca odseva navdušenje, turbulenco in potrtost). Številni sodobni izvajalci zdaj igrajo skladbe tako, da sledijo partituri na standarden način in ne na spremenljiv reflektivni individualni način tradicije, kar lahko včasih povzroči občutek, da je bila izvedba prenagljena.

## Moderna popularna glasba

### POP glasba
Kitajska popularna  glasba se je začela v žanru shidaiqu. Žanr shidaiqu je ustanovil Li Jinhui v celinski Kitajski, nanj pa so vplivali zahodni jazz umetniki, kot je Buck Clayton. Po kitajski komunistični revoluciji so popularno glasbo razglasili za rumeno glasbo, obliko pornografije .  Posledično so založbe iz Šanghaja, kot je Baak Doi leta 1952, zapustile Kitajsko.  Celinska Kitajska se nekaj desetletij ni posvetila razvoju pop glasbe, saj se je kitajska pop glasbena industrija preselila iz Šanghaja v Hong Kong in Tajvan. Leta 1970 se je v Hongkongu razmahnil kantopop, v sosednji državi Tajvan pa mandopop . 
V poznih sedemdesetih letih prejšnjega stoletja so gospodarske reforme Deng Xiaopinga v celinski Kitajski privedle do uvedbe kulture gangtai v Hongkongu in Tajvanu, pop glasba pa se je vrnila na celinsko Kitajsko. Vendar vlada nad pop glasbo še vedno izvaja cenzuro; na primer, hongkonški ikoni Aniti Mui je leta 1990, kot kazen za izvedbo pesmi "Bad girl",kar je kitajska vlada poimenovala njen uporniški odnos, bila prepovedana vrnitev na celinske koncertne odre.  Kljub temu je priljubljenost pop glasbe v celinski Kitajski še naprej naraščala in do leta 2005 je Kitajska prehitela Tajvan glede maloprodajne vrednosti glasbe.  Na začetku 21. stoletja se je povečalo število umetnikov celinske Kitajske, ki so ustvarili široko paleto pop pesmi v mandarinščini in izdali številne nove albume. Vendar kljub veliko večjemu številu prebivalstva in vse večji poslušanosti kitajske pop glasbe Kitajska še ne velja za glavno produkcijsko središče pop glasbe. 
Številni priljubljeni glasbeni izvajalci celinske Kitajske, Hongkonga in Tajvana so bili vključeni v promocijo olimpijskih iger v Pekingu 2008.

### Hip hop in rap
Mandarinski rap je postopoma postal priljubljen v celinski Kitajski, zlasti v Šanghaju, Pekingu, Chongqingu in Sichuanu, kjer je pop kultura zelo raznolika in moderna. Čeprav Kitajci izvajajo rap v različnih narečjih in jezikih, večina kitajskih hip hop izvajalcev poje v najbolj priljubljenem kitajskem jeziku: mandarinščini.
V mestih Guangzhou, Shenzhen in Honkongu je kantonski rep zelo raznolik.

### Elektronska glasba
Elektronska plesna glasba (EDM) je postala druga največja glasbena kategorija na Kitajskem. Med podzvrstmi je na vrhu house glasba, sledita bas in trap glasba.  Resničnostni šovi talentov in tekmovalni programi, kot sta Rave Now in E-Pop of China, so prispevali k promociji elektronske glasbe kot mainstream. 
V zadnjih letih so se pojavili številni lokalni kitajski producenti elektronske glasbe, ki so podpisali pogodbo z veliko mednarodno glasbeno založbo. Chace, prvi kitajski DJ, ki je igral na glavnem odru Tomorrowlanda, je podpisal pogodbo z Universal Music Group .  Mladi kitajski DJ Carta je podpisal pogodbo s Spinnin' Records in se uvrstil na DJ Mag Top 100. 
Vse več kitajskih producentov želi sodelovati s priznanimi tujimi glasbeniki in pevci iz zahodnega sveta. Lokalni producent elektronske glasbe Zight je sodeloval z ameriškim pevcem Chrisom Willisom in italijanskim DJ duom Maximals pri izdaji singla "Work It Harder".  Medtem pa se je domači elektronski kantavtor CORSAK povezal s švedskim DJ-jem Alessom in izdal njihovo globalno uspešnico Going Dumb . 

## Rock in heavy metal
"Peking All-stars" je bila rock skupina, ki so jo leta 1979 v Pekingu ustanovili tujci, ki so takrat prebivali v kitajski prestolnici.
Splošno priznani prednik kitajskega rocka je Cui Jian .  V poznih osemdesetih je zaigral prvo kitajsko rock pesem z naslovom: " Nothing To My Name " ("Yi wu suo you"). To je bilo prvič, ko so na Kitajskem uporabili električno kitaro. </link> Cui Jian je postal najslavnejši izvajalec tistega časa in do leta 1988 je že nastopil na koncertu, ki je bil predvajan po vsem svetu v sodelovanju s poletnimi olimpijskimi igrami v Seulu .  Zaradi družbenokritičnih besedil si je prislužil jezo vlade, zato so bili številni njegovi koncerti prepovedani ali odpovedani. Po protestih na Trgu nebeškega miru leta 1989 je, kot dejanje proti vladi, igral z rdečo prevezo okoli glave.
Kasneje sta slavni postali skupini Hei Bao (Black Panther) in Tang Dynasty. Obe skupini sta bili ustanovljeni v poznih osemdesetih in zgodnjih devetdesetih letih prejšnjega stoletja. Hei Bao je skupina, ki izvaja stari rok, katere prvi CD, Hei Bao, je uporabil priljubljeno angleško pesem ("Don't Break My Heart"). Tang Dynasty je bila prva kitajska heavy metal skupina. Njihov prvi CD "A Dream Return to Tang Dynasty" združuje elemente tradicionalne kitajske opere in starega heavy metala. Album je izšel leta 1991/1992 in je postal velika uspešnica.
Okoli leta 1994–96 je bila ustanovljena prva thrash metal skupina Chao Zai (Overload). Izdali so tri zgoščenke, pri zadnji pa so sodelovali s pop pevko Gao Chi iz razpadle zasedbe The Breathing . Istočasno so nastale prve nu metal skupine, ki so se zgledovale po zahodnih skupinah, kot so Korn, Limp Bizkit ali Linkin Park . Primeri kitajskih nu metal skupin pa so Yakso, Twisted Machine, AK-47, Overheal Tank .
Black metal postaja pomembna scena v celinski Kitajski, še posebej pa v osrednji Kitajski .

### Punk rock in post-punk
Punk rock se je prvič pojavil na Kitajskem v zgodnjih devetdesetih letih prejšnjega stoletja, ko so bile plošče zahodnih punk in postpunk skupin prvič uvožene na celinsko Kitajsko. Eden prvih in najbolj znanih kitajskih izvajalcev pod vplivom punka je bil He Yong, katerega debitantski album Garbage Dump je izšel leta 1994.
Post-punk skupina PK 14, ustanovljena leta 1997 v Nanjingu, velja za najpomembnejšo skupino v razvoju kitajske eksperimentalne rock glasbe. Skupina se je leta 2001 preselila v Peking in istega leta izdala svoj prvi album 'Upstairs, Turn Left'. Kantavtor skupine PK 14 Yang Haisong (杨海崧) je tudi produciral številne najslavnejše albume kitajske indie glasbene scene (vključno z istoimenskim debitantskim albumom Carsick Cars iz leta 2007), pri čemer je sodeloval z neodvisnimi založbami, kot sta Maybe Mars in Modern Sky .  
UnderBaby je zaslovel sredi devetdesetih let in postavil temelje za pekinško punk glasbo v devetdesetih skupaj z dvema garažnima bendoma, Flies in Catchers of the Rye. Leta 1996 je bila pesem skupine UnderBaby "All the Same" - "All One Yang" vključena v kitajski indie rock album "China Fire II" in tako pridobila nacionalno prepoznavnost. 
Od začetka 2000-ih je kitajska indie glasba močno narasla, z domačimi skupinami, kot so Carsick Cars, Birdstriking, Re-TROS, Brain Failure, Demerit, Tookoo, AV Okubo, Lonely Leary, Hang on the Box in Fanzui Xiangfa, ki se vsi pripravljajo na internacionalne turneje.

## Zahodna klasična glasba
Kljub temu da so orkestri, ki jih organizira in vodi izseljenska skupnost na Kitajskem, začeli delovati že od zgodnjih dni mednarodne naselitve v Šanghaju (leta 1850), ruski orkester pa je v Harbinu deloval od začetka 20. stoletja,  so začetki edinstvene tradicije klasične glasbe na Kitajskem ležali pri prvem tujem izobraženem kitajskem dirigentu Zheng Zhishengu, (romanizirano) imenovan tudi Yin Zizhong . Zheng (Yin ali Wan, odvisno od romanizacije) je bil vzgojen v kitajski provinci Guangdong . Odraščal je pod vplivom zahodne cerkvene glasbe . Študiral je v Lyonu in Parizu, preden se je v tridesetih letih prejšnjega stoletja vrnil na Kitajsko. Postal je prvi kitajski dirigent simfoničnega orkestra Chongqing .  Njihovi nastopi so vključevali skladbe Beethovna in Mozarta. 
Revolucionarni duh Yin Zizhongovega (ali romaniziranega Wan-Chi Chungovega) sloga je nadaljevala prva generacija skladateljev takoj po prevzemu oblasti KPK-ja, in to sta namreč Li Delun in Cao Peng . Prvi je bil gonilna sila in pogosto življenjska sila, ki je vzdrževala tradicijo v Maovih letih, zlasti v mestu Peking, drugi pa je bil ključnega pomena pri ohranjanju visokega standarda simfonične glasbe. Prav tako si je Cao Peng v svoji dolgi karieri, ki se nadaljuje vse do danes, močno prizadeval, da še naprej popularizira tradicijo Kitajske kulture. Medtem, ko se je ta tradicija nadaljevala, so si nove generacije prizadevale klasično glasbo pripeljati na Kitajsko po drugi poti, stran od strogega profesionalizma Lija in Caoja, ki sta bila usposobljena za elito (oba sta bila v petdesetih letih na ruskem konservatoriju) in proti manj nacionalističnem, a nedvomno bolj celovitem odnosu do tradicije. Najvplivnejši v tem novem gibanju je bil mladi šanghajski dirigent Long Yu .

## Domoljubna/revolucionarna glasba
Na vrhuncu kulturne revolucije je prevladujoča oblika postala politična glasba. Glasba se je na politični ravni pospešila v "revolucionarno glasbo", ki se je nagibala k kultnemu statusu in postala mainstream pod ideologijo kitajske komunistične partije . Jiang Qing je pod njenim neposrednim nadzorom predstavila revolucionarne modele oper; promoviranih je bilo osem vzorčnih dram (6 oper in 2 baleta), medtem ko so bile tradicionalne opere prepovedane. Dva pomembna primera sta operi The legend of the Red Lantern in Taking Tiger Mountain by Strategy ter dve baletni deli Red Detachment of Women in The White Haired Girl .   Druge oblike glasbenih kompozicij in njihova izvedba so bile močno omejene. Po kulturni revoluciji so bile ponovno vzpostavljene glasbene ustanove, skladanje in nastopanje pa sta oživela. </link>